# Witten-Annen Nord
Witten-Annen Nord – przystanek kolejowy w Witten, w kraju związkowym Nadrenia Północna-Westfalia, w Niemczech. Znajduje się tu 1 peron.